# Angela Gargano
Angela Gargano (Barletta, 10 settembre 1961) è un'ultramaratoneta italiana.
Angela Gargano ha portato a termine, nel 2020,  1000 gare, di cui nr. 696 maratone (42,195 km) e 304 ultramaratone, prima atleta in Italia, ottava al mondo e quarta in Europa.
Ha detnuto nel 2010 il record italiano assoluto, (migliore prestazione italiana assoluta inserita in classifica FIDAL), della 6 giorni di corsa su strada con Km.562,330 gara ufficiale della IAU svoltasi ad Antibes Francia ed è iscritta nel Guinness World Records per aver portato a termine 100 maratone di 42,195 km in un anno solare (2002) ultramaratona e sport estremi.

## Palmarès

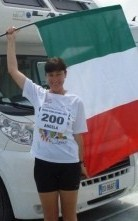
Angela Gargano, record italiano 562 km

Angela Gargano, il 10 Settembre 2020, (giorno del suo compleanno), ha portato a termine 1000 gare, di cui 696 maratone (42,195 km) e 304 ultramaratone, prima atleta in Italia, ottava al mondo e quarta in Europa.
Nel 2011, al 6th International Ultramarathon Festival, disputatosi ad Atene dal 3 al 11 aprile, ha stabilito la migliore prestazione femminile italiana con 826 km, primato tuttora imbattuto.
Angela Gargano, nella vita fisioterapista, nel 2010 ha conquistato il record italiano assoluto di 562,330 km (migliore prestazione italiana assoluta) alla 6 giorni di corsa su strada svoltasi ad Antibes (Francia), ottenendo la 18^ migliore prestazione mondiale assoluta e quinta di categoria al mondo nel 2010 tra tutte le gare ufficiali IAU Label (International Association of Ultrarunners) della 6 giorni di corsa su strada; questo record è stato aggiornato dalla FIDAL (Federazione Italiana di Atletica Leggera) tra i primati italiani outdoor della storia sportiva delle migliori prestazioni italiani di sempre, e detenuto fino al 2011. È curioso il fatto che tale classifica si apriva con il primato italiano più corto detenuto dal barlettano Pietro Mennea, e si chiudeva con il primato italiano assoluto più lungo di 562 km detenuto dalla barlettana Angela Gargano.

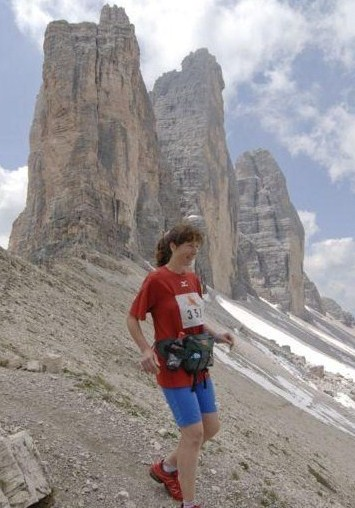
Angela Gargano mentre scende a piedi dalle Tre Cime di Lavaredo

Nel 1998 si classificava al terzo posto assoluto femminile alla Desert Marathon di Libia di 120 km non stop e nel 1999 partecipa alla Marathon des Sables di 225 km nel Sahara marocchino.
Angela Gargano è stata iscritta nel Guinness World Records per aver portato a termine 100 maratone in un anno solare (2002)
Nel 2003 e 2004 vince la 24 Ore di Statte (TA). Nel 2007 vince la 24 Ore di Termini Imerese (PA).
Nel 2008 vince nuovamente la 24 Ore di Termini Imerese e partecipa alla 100 miglia dell’Himalaya. Conclude al terzo posto la Nove Colli Running di 202,400 km, una delle gare più dure al mondo. 
Nel 2018, vince la classifica finale femminile delle 12 Maratone in 12 giorni di Rieti. Ad ottobre, a Torino, corre 23 gare consecutive di 44,204 km in altrettanti giorni, primato italiano femminile. Le corre con il marito, Michele Rizzitelli, stabilendo il primato mondiale di coppia. Disputa quell'anno 122 le sue gare per un totale di 5.350 km, che è il maggior numero di maratone/ultra portate a termine da una donna in Italia.
È stata numerose volte vincitrice di categoria nella maratona e campionessa italiana di categoria nell’ultramaratona (I.U.T.A.).

## Collegamenti esterni

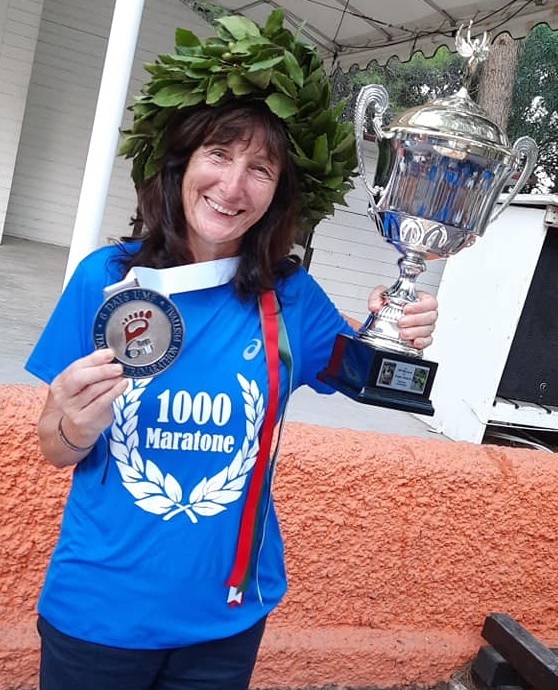
Angela Gargano il giorno della sua 1000ª maratona